# Henri Deneubourg
Henri Denoubourg (Francia, 27 novembre 1970) è un produttore cinematografico francese.

## Filmografia
- Arsenio Lupin (2004)
- Bambole russe (2005)
- Hotel Chevalier (2007)
- Parigi (2008)
- Colombiana (2011)